# Intonatie (spraak)
Intonatie is een prosodische eenheid in de fonetiek. Bedoeld wordt de toonhoogte die tijdens de spraak door "stembuiging" wordt verkregen. In tegenstelling tot tonen wordt intonatie niet gebruikt om woorden van elkaar te onderscheiden, wel kan het de betekenis van een zin benadrukken of verduidelijken. In veel talen is er een onderscheid in de intonatie van vragende zinnen en stellende zinnen. 
Toontalen zoals het Chinees gebruiken intonatie én tonen om onderscheid tussen woorden aan te brengen. 
Intonatie in de spraak wordt gezien als een vorm van lichaamstaal. We spreken hierbij ook wel van stemtaal of paralinguïstiek.

## Functies
Alle gesproken talen gebruiken intonatie op een pragmatische wijze. Het kan bijvoorbeeld voor nadruk gebruikt worden, om verrassing of ironie aan te duiden of om een vraag te stellen. 
In het Hongaars is er een verschil tussen beslissingsvragen (ja-nee-vragen, werkwoordelijke vraagzinnen die bevestigend of ontkennend beantwoord kunnen worden) enerzijds en alle overige zinnen, inclusief de bijwoordelijke en voornaamwoordelijke vraagzinnen anderzijds.
Door intonatie kan men zijn attitude tonen; als de "mor" in goedemorgen met een hoog dalende toon uitgesproken wordt duidt dat meer enthousiasme aan dan een laag dalende toon. 
Ook kan een woord beklemtoond worden om aan te duiden dat het om nieuwe informatie gaat. 
Bijzinnen worden dikwijls met een lagere toon en een sneller tempo geuit. Intonatie kan er bij helpen om zinnen in kleinere eenheden te delen zodat ze gemakkelijker verstaan en onthouden kunnen worden. 